# Catocala helene
Catocala helene är en fjärilsart som beskrevs av Pilate 1882. Catocala helene ingår i släktet Catocala och familjen nattflyn. Inga underarter finns listade i Catalogue of Life.